# 阮津玫
阮津玫（德语：Mai Thi Nguyen-Kim，1987年8月7日—）婚后夫姓莱茵德克（Leiendecker），生于德国黑森州黑彭海姆市，是一名德国科学记者，电视主持人，化学家，作家和网络视频博主，因其在科普界的成就多次获得德国新闻界的嘉奖。

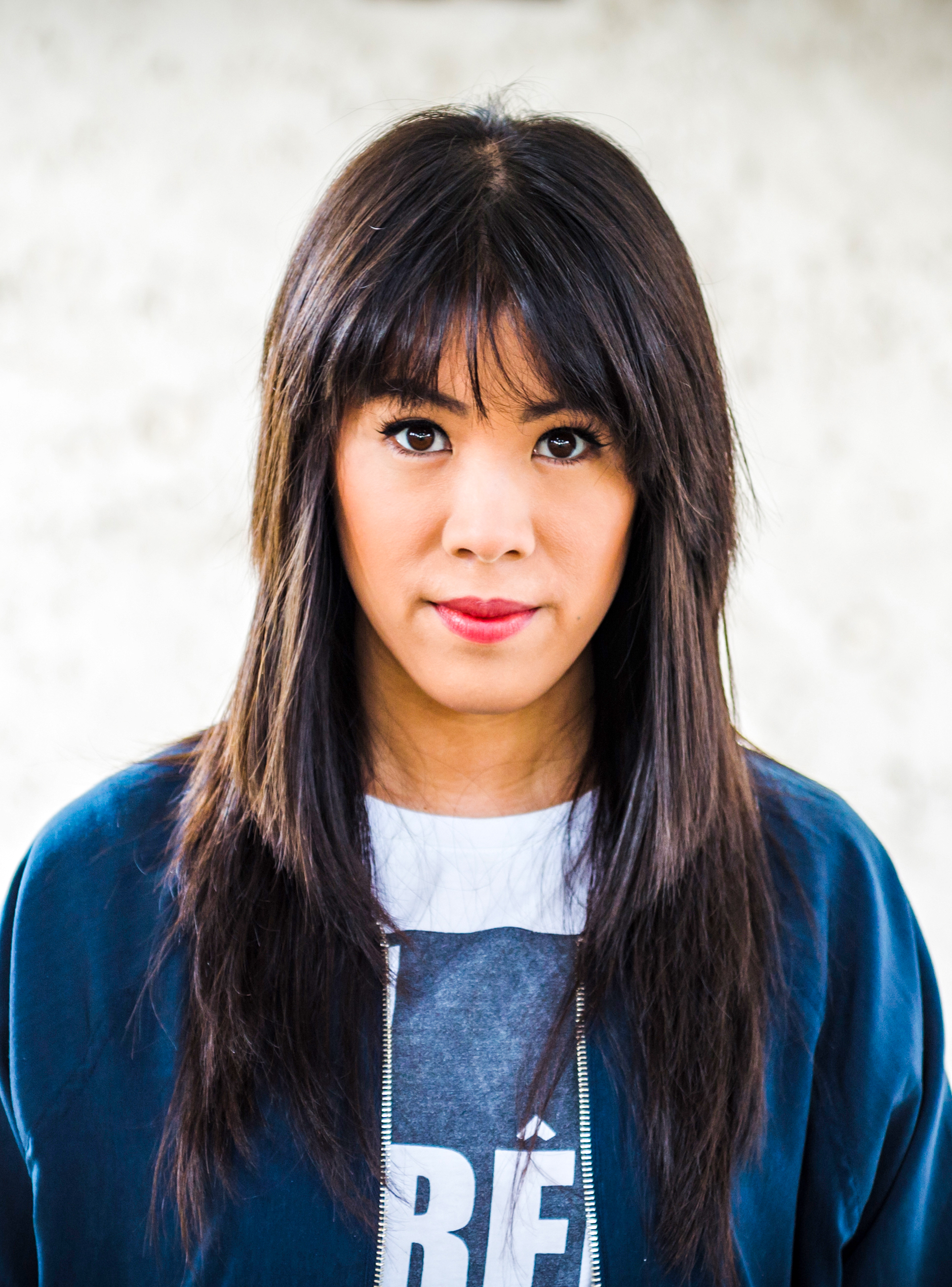
Mai Thi Nguyen-Kim (2017)

## 生平
阮津玫的父母来自越南。她在巴登-符腾堡的黑姆斯巴赫长大，毕业于当地的山道文理中学（Bergstraßen-Gymnasium）。2006-2012年就读于美因茨大学和麻省理工学院化学专业，2012年起于亚琛工大、哈佛大学和弗劳恩霍夫应用聚合物研究所研读博士，并于2017年在波茨坦大学获得化学博士学位，论文主题是聚氨酯基的物理水凝胶。。阮金已婚并于2020年初诞下一女。

## 科普工作
阮津玫于2015年在视频网站Youtube上建立了频道“The Secret Life of Scientists”（“科学家的秘密生活”），目的是展示科学研究背后的真实故事，以扭转公众对于理科人士的刻板印象，并吸引年轻观众来关注科学。2016年10月，她另在Youtube上开辟了新频道“schönschlau”（“真聪明”），该频道由“funk”制作，这是德国两大公立电视台合办的一个面向年轻人的网络平台。期间她也主持过“Auf Klo”频道（“蹲坑”）的多期节目，并为funk的Youtube频道“musstewissen”（“必须知道”）制作多期视频，辅导观众学习数学和物理。2018年，“schönschlau”更名为“maiLab”（“梅的实验室”），并获得更大的知名度，截至2020年五月，订阅数超过了九十万。
在视频网站以外，阮津玫也主持许多广播电视节目，其中包括WiD计划（Wissenschaft in Dialog，“科学对话”）的播客"Die Debatte"（“辩论”），德国二台ZDF自然人文纪录节目“Terra X”里的科学板块“Lesch & Co.”和西德意志广播电台（WDR）的老牌科普节目“Quarks”（“夸克”）。
2019年一月，她的化学科普书籍《一日24小时的化学生活 》（“Komisch, alles chemisch!”）面世，立即登上了《明镜周刊》的畅销书榜。
2020年四月初，新冠肺炎于欧洲蔓延期间，她产后复出首次亮相，在maiLab频道上发布了一支关于新冠肺炎的视频，四天内获得四百万的点击，并一度成为Youtube流行榜的头名。数日后，她登上了德国电视一台晚间新闻节目“Tagesthemen”（“今日主题”）并就相同话题进行评论。四月中旬，她再度在Youtube频道上发布视频，评论了几名德国媒体上常见的病毒学家和他们的科学沟通策略，再度获得广泛关注。自此，她多次受邀参与电视谈话节目的讨论。
2021年二月,德国电视二台ZDF宣布将启用阮津玫主持多档科学相关的电视节目。

## 出版作品
《一日24小时的化学生活》（Komisch, alles chemisch!），商周出版社，吕以荣译，ISBN：9789864778102

## 获奖记录
2018年曾先后获得Grimme Online Award
、霍尔茨布林克出版集团科学报导奖
、2018年度科学记者奖
。
2019年获得Hanns Joachim Friedrichs Award电视新闻记者奖、Heinz Oberhummer科学教育奖。
2020年，阮津玫获德国联邦总统施泰因迈尔颁发联邦十字勋章（带绶带十字勋章级别）。